# Manresa
Manresa (parfois francisé Manrèse) est une ville de la communauté de Catalogne, située dans la province de Barcelone. Elle est le chef-lieu de la comarque de Bages. 

## Géographie

### Localisation
Manresa est située au centre de la Catalogne. Elle est traversée par la rivière Cardener au sud-ouest de la ville.

## Politique et administration
La mairie, construite en 1892, est située dans un édifice historique du XVIIIe siècle, sur la Plaça Major, en plein cœur de la vieille ville.
La ville de Manresa compte 77 452 habitants aux élections municipales du 28 mai 2023. Son conseil municipal (en espagnol : Pleno del Ayuntamiento) se compose donc de 25 élus.
Depuis les premières élections municipales démocratiques de 1979, la ville a principalement été alternativement dirigée par le centre gauche et le centre droit nationaliste.

### Maires
| Mandat    | Maire | Maire                | Parti        | Majorité |
| --------- | ----- | -------------------- | ------------ | -------- |
| 1979-1983 |       | Joan Cornet (ca)     | PSC          | 8 / 25   |
| 1983-1987 |       | Joan Cornet (ca)     | PSC          | 13 / 25  |
| 1987-1991 |       | Juli Sanclimens (ca) | CDC          | 12 / 25  |
| 1991-1995 |       | Juli Sanclimens (ca) | CDC          | 12 / 25  |
| 1995-1999 |       | Jordi Valls (ca)     | PSC          | 8 / 25   |
| 1999-2003 |       | Jordi Valls (ca)     | PSC          | 11 / 25  |
| 2003-2007 |       | Josep Camprubí (ca)  | PSC          | 9 / 25   |
| 2007-2011 |       | Josep Camprubí (ca)  | PSC          | 8 / 25   |
| 2011-2015 |       | Valentí Junyent (ca) | CDC          | 11 / 25  |
| 2015-2019 |       | Valentí Junyent (ca) | CDC / PDeCAT | 9 / 25   |
| 2019-2023 |       | Valentí Junyent (ca) | PDeCAT       | 8 / 25   |
| 2019-2023 |       | Marc Aloy i Guàrdia  | ERC          | 8 / 25   |
| 2023-2027 |       | Marc Aloy i Guàrdia  | ERC          | 7 / 25   |

## Population et société

### Démographie
Au 1er janvier 2012, sa population atteint les 76 570 habitants, dont 37 560 hommes et 39 010 femmes.

### Enseignement
Manresa est le siège de deux universités : la Escola Superior Politècnica de Manresa (anciennement Escola Universitària Politècnica de Manresa et appartenant à l'Universitat Politècnica de Catalunya) et la Fundació Universitària del Bages (FUB) d'adscrite a l'UAB (université autonome de Barcelone).

### Manifestations culturelles, sportives et festivités
- Fira Mediterrània de Manresa: marché de nouvelles créations artistiques qui s’inspirent de la tradition catalane et caractéristique du pourtour de la Méditerranée[2].
- Tour de Catalogne féminin : la première édition se déroule à Manresa, en 2024, dans le cadre de la Ville européenne du sport[3].

## Économie
L'industrie de l'automobile est présente dans la ville avec principalement deux usines. La première fait partie du groupe Pirelli, elle y produit des pneumatiques et la seconde est l'usine du groupe Hayes-Lemmerz qui produit des jantes.

## Culture locale et patrimoine

### Lieux et monuments
Monuments médiévaux
- L'aqueduc de la Séquia de Manresa;
- La célèbre Collégiale basilique de Sainte-Marie de Manresa, dite La Seu ;
- Le Vieux-pont de Manresa ;
- El Pont Neuf (sur le Cardener) ;
- La rue de Balç ;
- La muraille ;
- La Casa de la Culla ;
- La grotte de Saint-Ignace (et le centre de spiritualité) ;
- Le Musée comarcal.

Monuments baroques
- Le palais de justice ;
- La mairie ;
- Ca l'Oller ;
- La Chapelle du Rapte ;

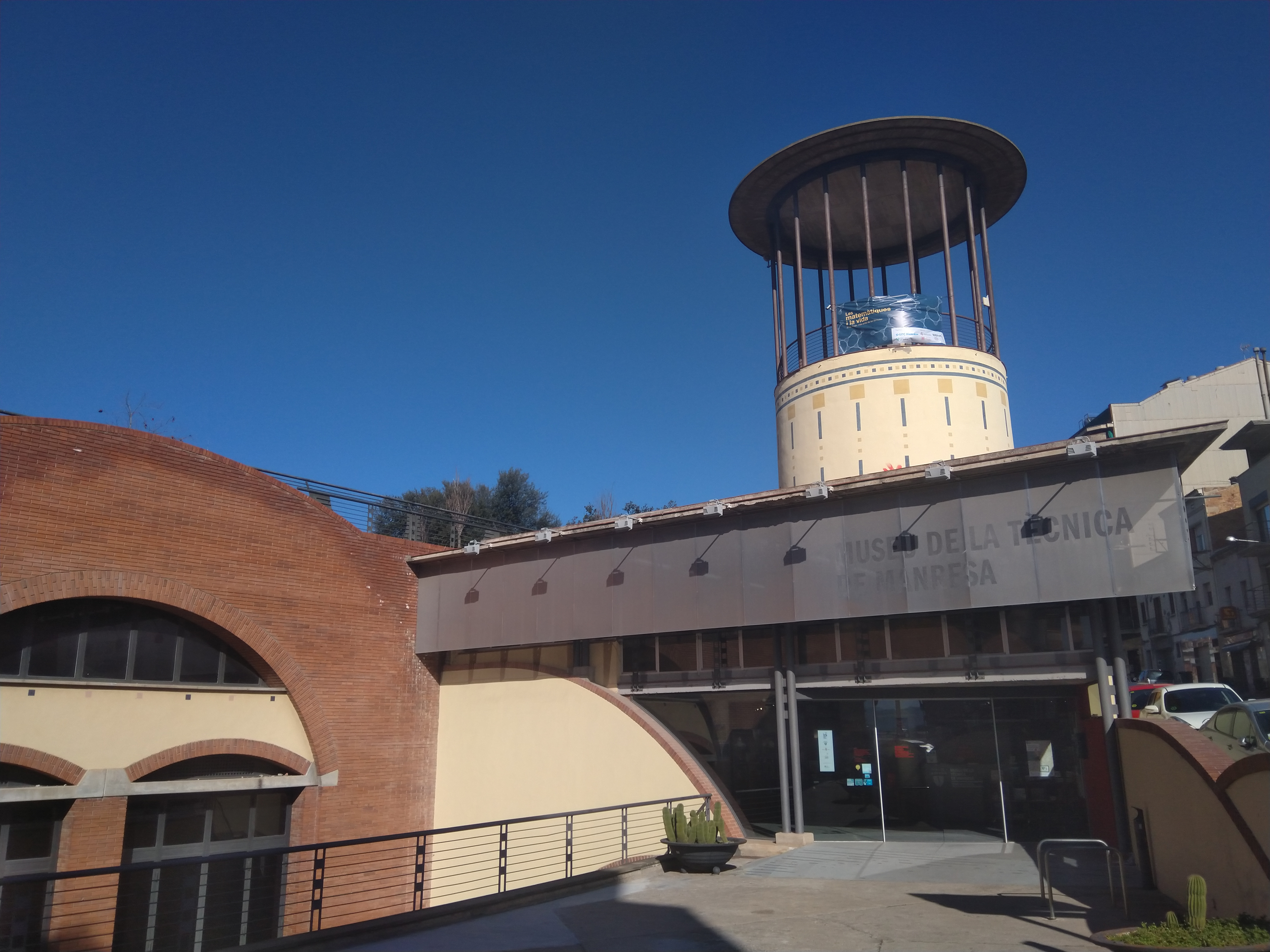
Extérieur du musée de la technique de Manresa.

- La Chapelle de Saint Michel Malalt.

Monuments modernes
- Cal Jorba ;
- Le Casino ;
- Casa Lluvià ;
- Casa Torrents (La Buressa) ;
- Couvent de Sainte Claire ;
- Musée de la technique.

#### Patrimoine religieux
La ville abrite un grand centre de spiritualité ignacienne, fondé par les jésuites au-dessus de la grotte au bord du Cardener où leur fondateur, saint Ignace de Loyola, passe près d'une année (mars 1522 à février 1523) vivant dans la prière et la pénitence.

#### Musique contemporaine
La ville de Manrèse est le siège depuis 1996 de Propaganda Pel Fet!, label discographique indépendant, produisant de nombreux artistes de divers styles musicaux.

### Personnalités liées à la commune
- Ignace de Loyola (1491-1556) : fondateur des Jésuites, ayant passé plusieurs mois de prière et pénitence dans une grotte au bord du Cardener ;
- Joseph Sunyer (1673-1751) : sculpteur de retables et d'art religieux dans le Roussillon, né à Manrèse;
- Joaquín Lluch y Garriga (1816-1882) : cardinal, né à Manrèse ;
- Josep Dalmau i Rafel (1867-1937) : peintre et marchand d'art, né à Manrèse ;
- Francesc Farreras (1900-1985) : journaliste et homme politique, né à Manrèse ;
- Mariano Homs (1901-1975) : footballeur, musicien et homme politique, né et mort à Manrèse ;
- Joaquim Amat-Piniella (1913-1974) : écrivain, né à Manrèse, déporté au Camp de concentration de Mauthausen pendant la Seconde Guerre mondiale, auteur de K. L. Reich;
- Asunción Balaguer (1925-) : actrice, née à Manrèse ;
- Josep Maria Mestres Quadreny (1929-) : compositeur, né à Manrèse ;
- Joan Monegal i Castells (1933-1981) : peintre
- Ivà (1941-1993) :  scénariste et dessinateur de bande dessinée, né à Manrèse ;
- Joan Martínez Vilaseca (1943-) : footballeur, né à Manrèse ;
- Manel Camp (1947-) : compositeur et pianiste, né à Manrèse ;
- Rosa Miró-Roig (1960-), mathématicienne et universitaire, lauréate du prix Ferran Sunyer i Balaguer en 2007,  née à Manrèse ;
- Manuel Estiarte (1961-) : joueur de waterpolo né à Manrèse ;
- Núria Rial (1975-), artiste lyrique, née à Manrèse;
- Salvador Racero Alberch (1976-) : chanteur, né à Manrèse ;
- Gerard Farrés (1979-) : pilote de rallye-raid moto, né à Manrèsé ;
- David García de la Cruz (1981-) : footballeur, né à Manrèse ;
- Toni Elías (1983-) : pilote de moto, né à Manrèse ;
- Marc Pubill (2003-), footballeur espagnol, né à Manrèse ;
- Evarist Basiana i Arbiell (1893-1967), peintre catalan, décédé à Manrèse;
- Marc Aloy i Guàrdia (1979-), architecte et homme politique, né à Manrèse.

## Cinéma
- Le réalisateur Luis García Berlanga a tourné à Manresa le film Plácido (1961).